# Margaret Heckler

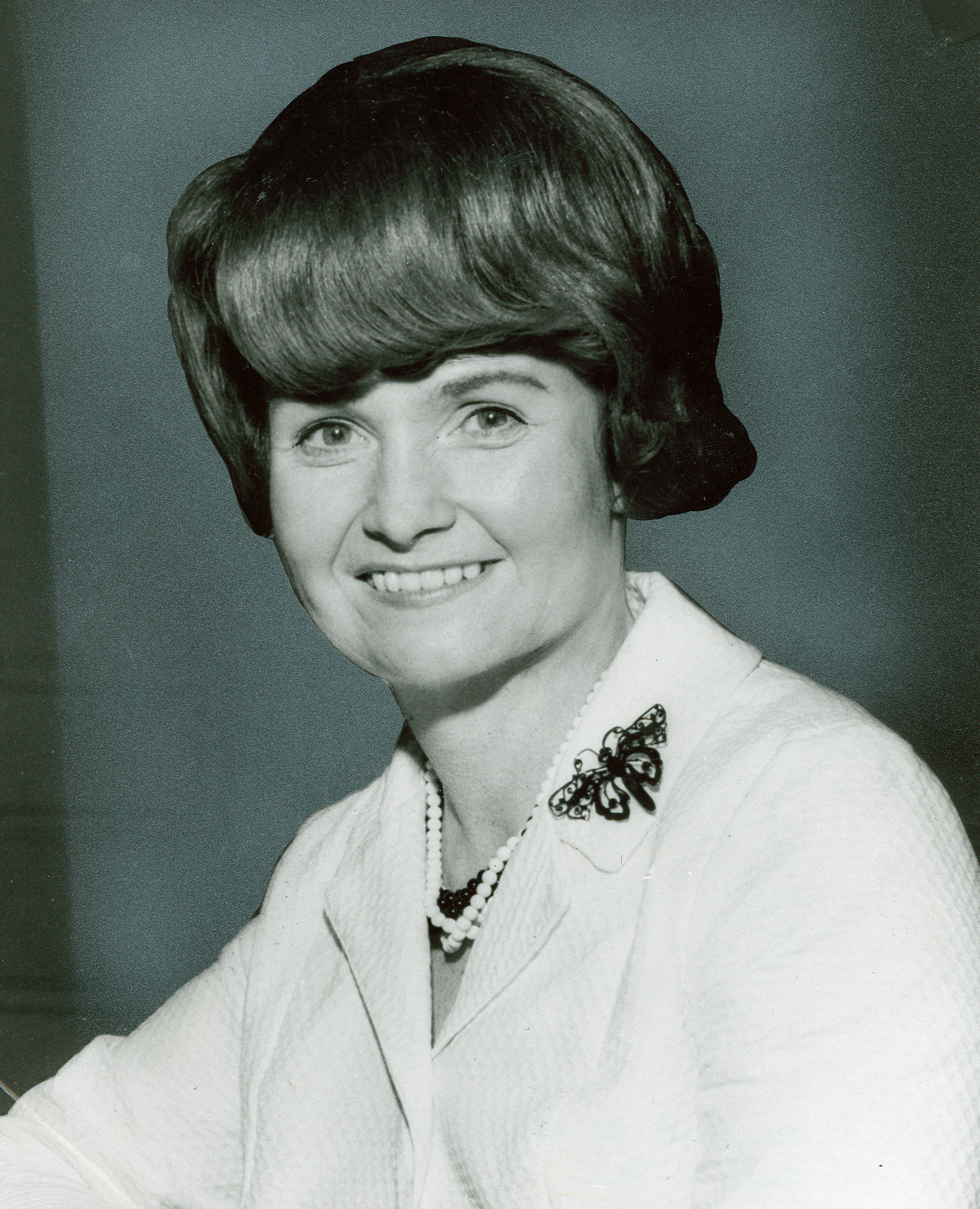
Margaret Heckler

Margaret Mary O’Shaughnessy Heckler (* 21. Juni 1931 in New York City, New York; † 6. August 2018 in Arlington, Virginia) war eine US-amerikanische Diplomatin und Politikerin der Republikanischen Partei, die sowohl Abgeordnete im Repräsentantenhaus als auch Gesundheitsministerin der Vereinigten Staaten war.

## Biografie
Nach dem Schulbesuch studierte sie zunächst an der Universität Leiden, dann am Albertus Magnus College in New Haven und erwarb dort 1953 einen Bachelor of Arts (B.A.). Ein daran anschließendes Postgraduiertenstudium der Rechtswissenschaften an der Law School des Boston College beendete sie 1956 mit einem Bachelor of Laws (LL.B.). Während des Studiums war sie Herausgeberin des Annual Survey of Massachusetts Law. Nach ihrer Zulassung als Rechtsanwältin im Bundesstaat Massachusetts 1956 war sie einige Jahre in diesem Beruf tätig. Zwischen 1962 und 1966 gehörte sie als Mitglied dem Governor's Council an, einem Beratungsgremium des Gouverneurs von Massachusetts.
Ihre politische Laufbahn begann sie 1964 und 1968 als Delegierte zur Republican National Convention. 1966 wurde Margaret Heckler erstmals als Abgeordnete aus Massachusetts in das US-Repräsentantenhaus gewählt und vertrat dort den 10. Kongresswahlbezirk ihres Staates. Bei der Nominierung zur ersten Kandidatur konnte sie sich gegen den langjährigen Abgeordneten Joseph William Martin durchsetzen, der auch zweimal Sprecher des Repräsentantenhauses war. Nach sieben Wiederwahlen gehörte sie dem Repräsentantenhaus somit vom 3. Januar 1967 bis zum 3. Januar 1983 an. 1982 unterlag sie ihrem demokratischen Herausforderer Gerry Studds.
Nach ihrer Wahlniederlage wurde sie am 9. März 1983 von US-Präsident Ronald Reagan zur Gesundheitsministerin (US Secretary of Health and Human Services) in dessen Kabinett ernannt und bekleidete diesen Kabinettsposten bis zum 13. Dezember 1985.
Im Anschluss war sie vom 17. Dezember 1985 bis August 1989 als Nachfolgerin von Robert F. Kane Botschafterin der Vereinigten Staaten in Irland; anschließend übernahm Richard A. Moore diesen Posten. Margaret Heckler war daneben als Treuhänderin (Trustee) des Caring Institute tätig. Danach zog sie sich aus dem politischen Leben zurück und ließ sich in Wellesley nieder.